# Tréflaouénan
Tréflaouénan är en kommun i departementet Finistère i regionen Bretagne i västra Frankrike. Kommunen ligger i kantonen Plouzévédé som tillhör arrondissementet Morlaix. År 2022 hade Tréflaouénan 523 invånare.

## Befolkningsutveckling
Antalet invånare i kommunen Tréflaouénan
Referens:INSEE